# Numéro
Numéro é uma revista internacional de moda publicada por Paul-Emmanuel Reiffers. Com uma tiragem de 80.000 exemplares, a edição francesa alcançou sua centésima publicação em fevereiro de 2009. A revista aborda moda, beleza, design, saúde, arquitetura e decoração, além de matérias sobre celebridades influentes e tendências.

## História
Numéro foi fundada em 1998 por Elisabeth Djian, ex-diretora de moda da pouco conhecida revista Jill e atual editora-chefe da Numéro. Djian criou a revista por sentir que as publicações da época não atendiam aos seus interesses nem aos de mulheres como ela. Ao ser questionada sobre o motivo de lançar a Numéro, ela afirmou: "Eu estava entediada com revistas que me ensinavam a seduzir um homem. Queria criar uma publicação para mulheres inteligentes, interessadas em arte, design, música — e não em bobagens como cremes que prometem eliminar rugas, o que é simplesmente ridículo." Desde seu lançamento, a revista também ganhou edições voltadas para moda masculina, Numéro Homme, e para arte contemporânea, Numéro Art.

## Edições Internacionais daNuméro

### Numéro Tokyo
Lançada em abril de 2007, a Numéro Tokyo teve Kate Moss na capa de sua edição de estreia. Outras modelos renomadas que já estamparam a capa incluem Chloë Sevigny, Abbey Lee Kershaw, Agyness Deyn, Coco Rocha, Devon Aoki, Gisele Bündchen, Stella Tennant, Alexa Chung e Victoria Beckham. Entre as artistas, Lana Del Rey e Sky Ferreira apareceram, respectivamente, nas edições de março e julho/agosto de 2013.

### Numéro Korea
Lançada em julho de 2008, a Numéro Korea teve uma curta duração e foi descontinuada em 2010. Algumas das personalidades que estamparam suas capas foram Maryna Linchuk, Doutzen Kroes e Snejana Onopka.

### Numéro China
Em setembro de 2010, a Numéro China foi lançada como a terceira edição internacional da revista, voltada ao mercado chinês.

### Numéro Thailand
Seguindo o lançamento da edição chinesa, a Numéro Thailand foi publicada em dezembro de 2012. A primeira capa trouxe as modelos tailandesas "Aokbab" e Khunying Mangmoom, fotografadas por Thananon Thanakornkarn. A revista cobre temas como arte, moda, design e cultura.

### Numéro Russia
A edição russa estreou em março de 2013 com Naomi Campbell na capa, fotografada por Sebastian Kim e estilizada por Ethan Park. O ex-colaborador da Vogue, André Leon Talley, assumiu o cargo de editor-at-large da revista. Em entrevista ao Women's Wear Daily, ele afirmou: "Aceitei o trabalho porque amo a Rússia e o salário era algo fabuloso... Anna [Wintour] foi muito compreensiva e decidimos manter boas relações."
Daphne Groeneveld e Ashleigh Good foram capa das edições de abril e maio de 2013, respectivamente. Soo Joo Park apareceu na capa de agosto de 2013, enquanto Pat Cleveland foi destaque em maio de 2014.

### Numéro Berlin
A primeira edição foi publicada em 2016, tendo Toni Garrn como destaque na capa inaugural.

### Numéro Netherlands
A edição holandesa estreou em setembro de 2019. Em 2020, a revista passou a ser publicada em inglês.

### Numéro Brasil
Lançada em 2023, a edição brasileira se tornou a mais recente adição à franquia.